# Sugnens
Sugnens is een plaats en voormalige gemeente in het Zwitserse kanton Vaud.
Sugnens telt 259 inwoners.

## Geschiedenis
Voor 2008 maakte de gemeente deel uit van het toenmalige district Echallens. Op 1 januari 2008 werd de gemeente deel uit van het nieuwe district Gros-de-Vaud.
Op 1 januari 2011 fuseerde de gemeente met de gemeenten Dommartin, Naz en Poliez-le-Grand tot de nieuwe gemeente Montilliez.